# Križna gora
Križna gora je raspršeno naselje na brdima u općini Ajdovščina, Primorska Slovenija. Naselje je 2002. godine imalo samo 7 stanovnika.